# Augustin Latour
Augustin Lacour, dit aussi Auguste Lacour, né le 6 janvier 1862 à Saint-Mamet-la-Salvetat, est un architecte français.

## Biographie
Augustin Latour, né le 6 janvier 1862 à Roumégoux, canton de Saint-Marnet-la-Salvetat, est le fils de Jean-Baptiste Latour, médecin en chef âgé de 35 ans, et de Marie Escabassière. 
Subventionné par le département du Cantal, il suit une formation à l’École des Beaux-Arts de Paris (1885-1888) où il est élève de Julien Guadet et Eugène Train.
Il s'installe ensuite à Paris où il devient architecte de Paris 3e en 1890,  de Paris 2e entre 1892 et 1895, et de Paris Ier entre 1896 et 1906. Il effectue aussi une mission pour le compte du Ministère de l’Instruction publique à Athènes et devient expert en architecture pour la préfecture de la Seine et la Justice de paix de Montreuil.

## Réalisations

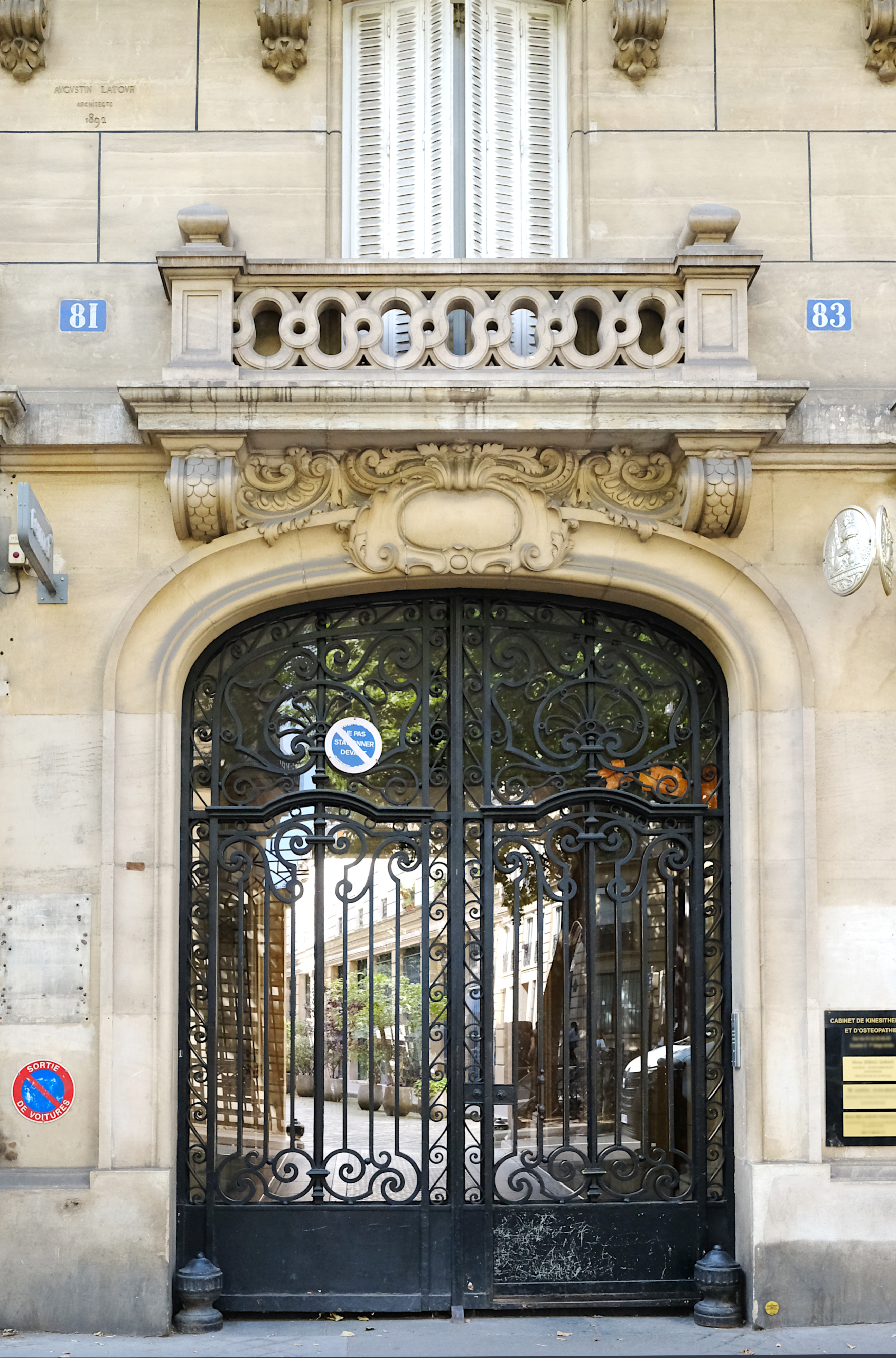
Entrée des numéros 81 et 83 avenue Ledru-Rollin (Paris 12e).

Sur le plan architectural, Augustin Lacour pratique plusieurs styles (Belle Époque, Éclectisme, Post-haussmannien), à l'exception notable de l'art nouveau. Parmi ses réalisation, on peut citer : 
- Écoles de la Ville de Paris,
- Écoles à Rion-es-Montagne,
- Monument aux enfants du Cantal à Aurillac,
- Monument à Corneille à Paris,
- N°81 et 83 avenue Ledru-Rollin (Paris 12e), 1892,
- Logements, 100 rue Quincampoix  à Paris, 1897,
- 24bis, rue de Picpus (Paris 12e), 1902.